# Konstantin Pikalov
Konstantin Aleksandrovich Pikalov (23 luglio 1968) è un mercenario e militare russo, comandante del Gruppo Wagner dopo la morte di Evgenij Prigožin.

## Biografia
Colonnello russo, ha prestato servizio come mercenario nelle truppe centrafricane, delle quali è stato comandante durante la guerra civile. Successivamente ha fondato una propria Compagnia militare privata chiamata "Convoglio", che ha utilizzato sempre nel contesto africano.
Dopo la ribellione e la morte di Evgenij Prigožin, Vladimir Putin lo ha scelto come nuovo leader della Wagner.